# Талапуса (окръг, Алабама)
Окръг Талапуса (на английски: Tallapoosa County) е окръг в щата Алабама, Съединени американски щати. Площта му е 1984 km², а населението – 41 311 души (1 април 2020). Административен център е град Дейдвил.